# Diego Zapata de Mendoza y Sidonia

Stemma Zapata

Diego Zapata de Mendoza y Sidonia (Madrid, 28 luglio 1613 – 24 ottobre 1674) è stato un politico e nobile spagnolo, Cavaliere dell'Ordine Militare di Alcántara, Gran Cancelliere del ducato di Milano, consigliere di Castiglia.

## Biografia
Era figlio di Diego Zapata de Mendoza, conte di Barajas, maggiordomo di Filippo IV di Spagna, e di María Sidonia Riederer de Parr.
Dopo essersi laureato in diritto canonico, entrò nel 1633 nel Colegio Mayor de San Bartolomé di Salamanca come cappellano.
Fu nominato Gran Cancelliere del ducato di Milano nel 1652 e nel 1670 ottenne la carica di Reggente del Consiglio d'Italia, succedendo ad Alonso de Oca y Zúñiga. Nel 1674 divenne presidente del Consiglio delle Finanze, in sostituzione di Lope de los Ríos e Guzmán.

## Discendenza
Nel 1648 sposò a Madrid in prime nozze Catalina de Camporredondo y Río, vedova di Jerónimo de Fuenmayor y Miranda, cavaliere di Santiago, figlia di Antonio de Camporredondo y Río, cavaliere di Santiago, e di Margherita de Cevallos. Nel 1655, durante la sua permanenza a Milano, sposò in seconde nozze Giovanna Gonzaga, figlia del marchese di Castiglione delle Stiviere Francesco Gonzaga e di Bibiana von Pernstein.